# Daniel Marschik
Daniel Marschik (* 16. August 1995 in Schwaz) ist ein österreichischer Politiker der Freiheitlichen Partei Österreichs (FPÖ). Seit dem 5. Februar 2023 ist er Abgeordneter zum Tiroler Landtag.

## Leben

### Ausbildung und Beruf
Daniel Marschik absolvierte nach dem Besuch einer Hauptschule und einer Handelsakademie in Schwaz, die er jedoch nicht abschloss, eine Lehre zum Maschinenbautechniker. Anschließend, nach mehreren Jahren Tätigkeit in seinem Lehrberuf bei Innio Jenbacher, erlangte er 2017 die Berufsmatura und, nach Absolvierung des Fachhochschullehrgangs Wirtschaft und Management am Management Center Innsbruck, einen Bachelor of Arts.

### Politik
Marschik wurde 2018 zum Stellvertretenden Bezirksparteiobmann von Christoph Steiner der FPÖ Schwaz gewählt. Bei der Landtagswahl 2022 kandidierte er auf Platz 2 des FPÖ-Wahlvorschlags im Landtagswahlkreis Schwaz, wobei ein Grundmandat errungen werden konnte, das vorerst Christoph Steiner übernahm. Steiner wurde jedoch weiterhin als Mitglied des Bundesrats nach Wien entsandt, sodass Marschik Am 5. Februar 2023 in der XVIII. Gesetzgebungsperiode als Abgeordneter zum Tiroler Landtag angelobt wurde.